# Кристинеберг (станция метро)
Станция Кристинеберг (швед. Kristineberg) станция расположена на зелёной линии Стокгольмского метрополитена между станциями Альвик и Торильдсплан. обслуживается маршрутом T17, T18, T19.
Станция расположена на западной части развязки 279-E4/E20. До линии метро была линия трамвая. Станция наземного типа, приподнятая потому что здесь начинается Метромост Кристинберг. Расположена в 1 километре от центра. Платформа украшена скульптурой «Путешествие с Животным» установленной в 1991 году.

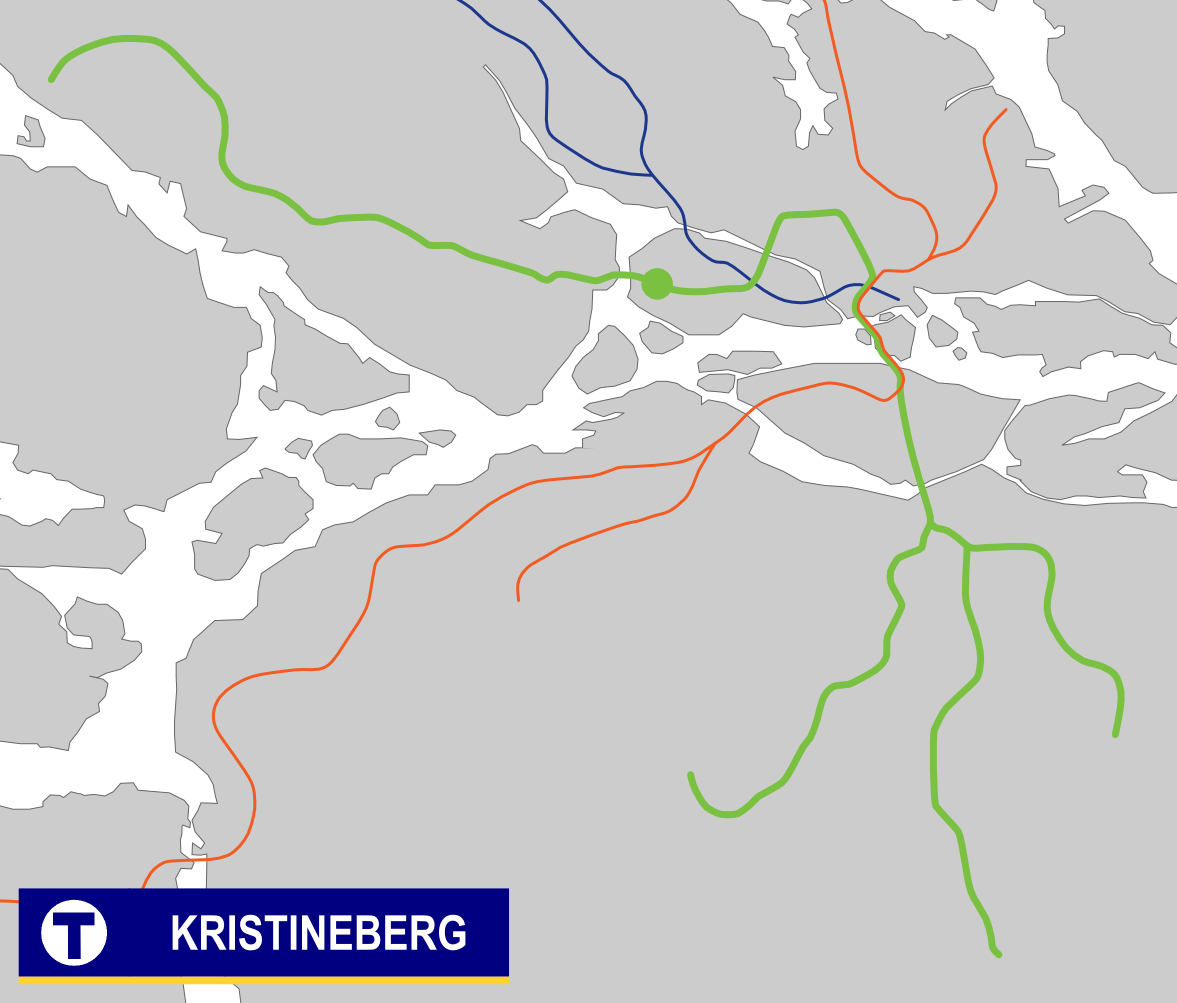
Расположение